# Droga międzynarodowa E12 (Polska)
Droga międzynarodowa E12, nazywana także Szlakiem Słowiańskim – byłe oznaczenie drogi w Polsce w latach 1962–1985, prowadzącej od przejścia granicznego z Czechosłowacją w Kudowie-Zdroju do Kuźnicy Białostockiej przy granicy z ZSRR, bez możliwości przekroczenia.
Droga E12 była tożsamą z byłą trasą europejską E12 o przebiegu: Ligny-en-Barrois – Metz – Saarbrücken – Mannheim – Heilbronn – Schwäbisch Hall – Nürnberg – Neustadt an der Aisch – Plzeň – Praha – Hradec Králové – Náchod – Kłodzko – Wrocław – Łódź – Łowicz – Warszawa – Białystok.
Według polskich map i atlasów drogowych wydawanych w latach 60. E12 miała dwa przebiegi na wschód od Białegostoku:
- w ciągu drogi państwowej nr 23 Białystok – Czarna Białostocka – Sokółka – Kuźnica Białostocka – granica państwa
- w ciągu drogi państwowej nr 12 Białystok – Sofipol – Gródek – granica państwa.

Następnie od lat 70. arteria na mapach biegła wyłącznie przez Sokółkę i Kuźnicę.
Oznaczenie to obowiązywało do początku lat 80. Następcą E12 jest trasa E67, której polski odcinek w większości pokrywa się z dawną trasą – zamiast przez Sieradz, Łódź i Łowicz została przekierowana do Piotrkowa Trybunalskiego, Tomaszowa Mazowieckiego, Rawy Mazowieckiej i Mszczonowa, zaś od Białegostoku zamiast przez Sokółkę do Kuźnicy arterię poprowadzono przez Augustów i Suwałki do granicy państwowej. W 1985 Polska przyjęła nowy system numeracji dróg krajowych, a trasy europejskie otrzymały numery krajowe używane zamiennie (równolegle) z międzynarodowymi. Trasa E67 otrzymała numer 8, który co do podstawowej zasady obowiązuje do dziś.
Obecnie polski odcinek posiada następujące oznaczenia krajowe:
| Numer | Przebieg |
| ----- | --- |
| 8     | - Kudowa-Zdrój – Kłodzko – Ząbkowice Śląskie – Łagiewniki – Kobierzyce - Warszawa – Marki – Radzymin - Wyszków – Ostrów Mazowiecka - Ostrów Mazowiecka – Zambrów - Mężenin – Jeżewo Stare - Choroszcz – Białystok |
| 98    | Wrocław – Długołęka |
| 368   | Długołęka – Oleśnica |
| 449   | Syców – Słupia pod Bralinem |
| 482   | Słupia pod Bralinem – Bralin – Kępno – Wieruszów – Walichnowy – Lututów – Złoczew – Sieradz – Zduńska Wola – Łask – Pabianice – Łódź                                                                              |
| 14    | Łódź – Stryków – Głowno – Łowicz |
| 92    | Łowicz – Sochaczew – Błonie – Ożarów Mazowiecki – Warszawa |
| S8    | - Radzymin – Wyszków - obwodnica Ostrowi Mazowieckiej - Zambrów – Mężenin - Jeżewo Stare – Choroszcz |
| 19    | Wasilków – Czarna Białostocka – Sokółka – Kuźnica |

## Przebieg E12
- województwo wałbrzyskie

- Kudowa-Zdrój  – granica z Czechosłowacją
- Polanica-Zdrój
- Kłodzko  41   245   254 
- Ząbkowice Śląskie  17 

- województwo wrocławskie

- Bielany Wrocławskie  E22   E83 
- Wrocław  40  E83   34   42 
- Oleśnica

- województwo kaliskie

- Syców
- Kępno  37 
- Wieruszów
- Walichnowy  236 

- województwo sieradzkie

- Złoczew
- Sieradz  38 
- Zduńska Wola
- Łask  29  /  T12 

- województwo łódzkie

- Pabianice
- Łódź  36  E16 
- Stryków
- Głowno

- województwo skierniewickie

- Łowicz  17  E8 

odcinek Łowicz – Warszawa wspólny z E8
- Sochaczew  27   113 

- województwo warszawskie

- Błonie
- Ożarów Mazowiecki
- Warszawa  10  E81   11   13   15  E7   17  E8   120   121 
- Marki
- Radzymin

- województwo ostrołęckie

- Wyszków  114   116 
- Ostrów Mazowiecka  T14 

- województwo łomżyńskie

- Zambrów  7   24 
- Mężenin

- województwo białostockie

- Jeżewo Stare
- Białystok  9   12   190   192 
- Wasilków
- Czarna Białostocka
- Sokółka
- Kuźnica – granica z ZSRR, bez możliwości przekraczania (brak przejścia granicznego)

### Przebieg w Łodzi
- lata 70. – 1985[5][6][7][8]

ul. Strykowska – ul. Strykowska – ul. Kopcińskiego – ul. Promińskiego – ul. Niższa – ul. Broniewskiego
odcinek wspólny z drogą międzynarodową E16
ul. Gagarina
ul. Pabianicka

### Przebieg w Warszawie
- lata 60. i I połowa lat 70.[9][10]:

odcinek wspólny z drogą międzynarodową E8
ul. Połczyńska – ul. Wolska – al. gen. K. Świerczewskiego – al. gen. K. Świerczewskiego
al. gen. K. Świerczewskiego – most Śląsko-Dąbrowski – al. gen. K. Świerczewskiego – ul. Radzymińska – ul. Generalska